# TBS木曜7時枠の連続ドラマ
『TBS木曜7時枠の連続ドラマ』は、かつて6期にわたってKRT→TBSテレビ系列の木曜19:00 - 19:30（JST）に放送されたテレビドラマの枠である。
1975年3月31日のネットチェンジ後、1984年9月まで本枠は、JNN協定の拘束を受けないローカルセールス枠 になり、この時期に放送された第5・6期の作品は、毎日放送やCBCテレビなど、遅れネットの系列局や未ネットの系列局があった。

## 歴史
- 初作品はこの枠が参天製薬一社提供時代に放送された、柳家金語楼主演の時代劇コメディ『喜劇大学 珍版太閤記』。その後は断続的にドラマを放送するが、1972年9月28日終了の『1・2・3と4・5・ロク』を以てドラマは長期中断となる。
- そして1978年4月より、水曜19:30→水曜19:00と変遷してきたバラエティドラマ路線が、アニメ『まんが世界昔ばなし』との枠交換でこの枠に移動、途中純バラエティ『たのきん全力投球!』を挟みながら6作放送し、この枠のドラマは終了した。
- 第2期以降、19:30に『チャコちゃんシリーズ→ケンちゃんシリーズ』、20:00に1時間ドラマが編成、そして第2期と第3期には21:00に30分ドラマが編成、第3期には21:30には45分枠ドラマを編成していたため、この時期は5連続・3時間15分ドラマが編成、そして『1・2・3と4・5・ロク』時代には、21:00と22:00に1時間ドラマが編成されたため（後者は『木下恵介・人間の歌シリーズ』）、この時期は5連続・4時間ものドラマが編成されていた。

## 放送作品一覧
▲マークは海外作品。

### 第1期
- 喜劇大学 珍版太閤記（1960年9月1日 - 1961年3月30日）[2]

### 第2期
- 逃げろや逃げろ!!（1967年1月5日 - 4月20日）▲[2]
- 太陽のあいつ（1967年4月27日 - 7月20日）[2]

### 第3期
- クマとマーク少年（1969年4月3日 - 10月9日）▲[2]

### 第4期
- 1・2・3と4・5・ロク（1972年4月6日 - 9月28日）[2]

### 第5期
- UFOセブン大冒険（1978年4月6日 - 9月28日）[2]
- マジカル7大冒険（1978年10月5日 - 1979年3月29日）[2]
- 少女探偵スーパーW（1979年4月5日 - 10月4日）[2]
- ミラクルTV大出動（1979年10月11日 - 1980年3月27日）[2]
- スターダッシュNo.1!（1980年4月3日 - 9月25日）[2]

### 第6期
- ピンキーパンチ大逆転（1982年4月1日 - 9月30日）[2]